# Raymond Coulibaly
Raymond Coulibaly (* 25. März 1942) ist ein ehemaliger malischer Judoka.

## Internationale Einsätze
Coulibaly ging 1972 bei den Olympischen Spielen in München im Mittelgewicht an den Start. Er erreichte Rang 33, nachdem er seinen Auftaktkampf gegen den Taiwaner Chang Ping-Ho verloren hatte. Ein Jahr zuvor war er bei den Weltmeisterschaften 1971 in Ludwigshafen angetreten und in seinem ersten Kampf gegen den Franzosen Guy Auffray ausgeschieden.